# داریا دومراچوا
داریا دومراچوا (بلاروسی: Дар’я Уладзіміраўна Домрачава؛ زادهٔ ۳ اوت ۱۹۸۶) ورزشکار دوگانه اهل بلاروس است.

## حرفه
دومراچوا حرفه ورزشی خود را با اسکی صحرایی در سال ۱۹۹۲ آغاز کرد اما در سال ۱۹۹۹ به بیاتلون روی آورد. او در ابتدا نماینده روسیه در سطح نوجوانان بود اما پیشنهاد انتقال به بلاروس را در سال ۲۰۰۴ دریافت کرد. [۳] او در سال ۲۰۰۶ به تیم ملی بیاتلون بلاروس. دومراچوا در مسابقات جهانی جوانان و نوجوانان IBU در سال ۲۰۰۵ در Kontiolahti (فنلاند) برنده دوی سرعت و تعقیب و گریز شد. او در مسابقه انفرادی چهلم شد.
دومراچوا در مسابقات تعقیب و گریز مقام سوم و در مسابقات انفرادی مقام چهارم را در مسابقات قهرمانی جهانی نوجوانان ۲۰۰۶ در پرسک ایسل، مین کسب کرد. در سال ۲۰۰۷، او دو مدال نقره را در مسابقات سرعت و تعقیب در مسابقات جهانی نوجوانان در مارتل ایتالیا به دست آورد.
موفقیت او در فصل ۲۰۰۸/۲۰۰۹ اتفاق افتاد که دو مقام سوم و یک مقام دوم را به دست آورد.
در بازی‌های المپیک زمستانی ۲۰۱۰ در ونکوور، او مدال برنز مسابقه ۱۵ کیلومتری انفرادی زنان در محل برگزاری پارک المپیک ویستلر را به دست آورد. بعداً در همان فصل، در ۱۳ مارس، او اولین مسابقه جام جهانی خود را در دوی سرعت در Kontiolahti فنلاند برد. روز بعد او نیز در تعقیب و گریز پیروز شد.
دومراچوا در سال ۲۰۱۰ به عنوان ورزشکار زن سال بلاروس انتخاب شد و همچنین عنوان استاد افتخاری ورزش در آن سال به او داده شد.
او پس از المپیک ونکوور به پیشرفت خود ادامه داد و در ۱۰ مسابقه جام جهانی بین فصول ۲۰۱۱–۲۰۱۳ برنده شد و همچنین در سال ۲۰۱۲ قهرمان جهان شد و در سال ۲۰۱۳ شروع به کار دسته جمعی کرد. در سال ۲۰۱۴ به دومراچوا قهرمان بلاروس اعطا شد. مدال، پس از کسب سه مدال طلا در بازی‌های المپیک زمستانی ۲۰۱۴.
در آگوست ۲۰۱۵، دومراچوا تصمیم گرفت که فصل جام جهانی ۲۰۱۵–۲۰۱۶ را به دلیل مونونوکلئوز که در ژوئیه تشخیص داده شد، کنار بگذارد.
دومراچوا حاملگی خود را در آوریل ۲۰۱۶ تأیید کرد، و گفت که قصد دارد در سال ۲۰۱۷ به مسابقات برگردد. دومراچوا در ژانویه ۲۰۱۷ برای فصل ۲۰۱۶–۲۰۱۷ به جام جهانی بازگشت. بازگشت او در نهایت موفقیت‌آمیز بود و در مسابقات قهرمانی جهانی ۲۰۱۷ در مسابقات انفرادی برای آماده‌سازی برای بازی‌های المپیک زمستانی ۲۰۱۸ مدال نقره گرفت. در بازی‌های المپیک زمستانی ۲۰۱۸، او نتوانست از عناوین المپیک خود از سوچی دفاع کند. با این حال او همچنان توانست به صورت انفرادی در مسابقات دسته جمعی مدال نقره کسب کند و به تیم بلاروس کمک کرد تا اولین مدال طلای تاریخی المپیک را در رله کسب کند. او فصل ۲۰۱۸ را در رده سوم مسابقات جام جهانی بیاتلون به پایان رساند و در ماه ژوئن اعلام بازنشستگی کرد و دلیل آن مشکلاتی بود که در ترکیب ورزش نخبه و فرزندپروری وجود داشت. او کار خود را به عنوان پرافتخارترین قهرمان المپیک زمستانی بلاروس و برنده‌ترین قهرمان المپیک زمستانی یا تابستانی برای رقابت برای بلاروس به عنوان یک کشور مستقل به پایان رساند. ژیمناست‌های اولگا کوربوت و ویتالی شربو هر دو مدال‌های بیشتری دارند، اما کوربوت برای اتحاد جماهیر شوروی مسابقه داد و شربو فقط ۴ مدال از مدال‌های خود را در رقابت برای بلاروس دریافت کرد. مدال‌های باقی مانده او به عنوان بخشی از تیم متحد به دست آمد. مربی او توسط کلاوس سیبرت قهرمان سابق جهان و دارنده مدال المپیک بود.
در سپتامبر ۲۰۱۹، او به همراه همسرش Ole Einar Björndalen به عنوان مربی بیاتلون برای تیم چین منصوب شدند و این تیم را برای بازی‌های المپیک زمستانی ۲۰۲۲ در پکن آماده کردند.

## زندگی شخصی
دومراچوا در مینسک متولد شد. وقتی چهار ساله بود والدینش که معمار هستند به شهر کوچک نیاگان در سیبری نقل مکان کردند. دومراچوا از شش سالگی اسکی را شروع کرد. در مسابقات اسکی کراس کانتری او با پسران رقابت می‌کرد، زیرا در بین دختران رقیبی نداشت. یک مدرسه بیاتلون در سال ۱۹۹۹ در نیاگان افتتاح شد که دومراچوا در آن شرکت کرد.
خانواده دومراچوا در سال ۲۰۰۳ به مینسک نقل مکان کردند. هیچ دانشکده مدیریت ورزشی در مینسک وجود نداشت، بنابراین دومراچوا به تحصیل در رشته مدیریت گردشگری در دانشگاه اقتصادی دولتی بلاروس روی آورد. در سال ۲۰۰۹، او در حال نوشتن پایان‌نامه دیپلم خود با موضوع: تبلیغات در صنعت گردشگری بود. تا سال ۲۰۱۴، دومراچوا کارمند شعبه بلاروس آژانس امنیتی KGB، یکی از معدود افرادی بود که نام خود را از دوران اتحاد جماهیر شوروی حفظ کرد.
در ۵ آوریل ۲۰۱۶، Ole Einar Bjørndalen دواتلند نروژی تأیید کرد که او و Domracheva در یک رابطه هستند و Domracheva اولین فرزند خود را در اکتبر ۲۰۱۶ به دنیا خواهد آورد. آنها در ۱۶ ژوئیه ۲۰۱۶ ازدواج کردند. Domracheva به دنیا آورد. یک دختر، زنیا، در ۱ اکتبر ۲۰۱۶. او در ژوئن ۲۰۱۸ از مسابقات بازنشسته شد تا بر بزرگ کردن دخترش تمرکز کند.
در جریان تظاهرات ۲۰۲۰ بلاروس، دومراچوا از پلیس ضدشورش خواست تا از خشونت علیه معترضان دست بردارد و درگیری را از طریق راه‌های مسالمت‌آمیز حل کند.

## فیلمبرداری
دومراچوا از سال ۲۰۰۸ تا پس از بازی‌های المپیک زمستانی ۲۰۱۰ در ونکوور از دوربین فیلمبرداری برای مستندسازی خود، هم تیمی‌هایش و ورزشکاران کشورهای دیگر استفاده کرد. ۵۰۰ ساعت مطالب در یک فیلم ۵۰ دقیقه ای ویرایش شد. این فیلم بینشی منحصر به فرد از زندگی ورزشکاران کلاس جهانی در طول سال، از چند هفته استراحت و استراحت در بهار، از طریق تمرینات سخت در تابستان و پاییز، تا فصل رقابت بین دسامبر و مارس، ارائه می‌دهد. این فیلم ورزشکاران بسیاری از کشورها را نشان می‌دهد که با هم زندگی می‌کنند، با هم سفر می‌کنند و با هم رقابت می‌کنند.